# 대전역
대전역(Daejeon station, 大田驛)은 대전광역시 동구 정동에 있는 경부선 및 경부고속선의 철도역이다. 이 역에서 대전선이 분기되며, 모든 경부선 KTX, SRT, ITX-새마을, ITX-마음, 무궁화호가 정차하며, 일부 경부고속선 KTX와 경부선 무궁화호, 대부분의 충북선 열차가 이 역에서 시·종착한다.
동광장에 한국철도공사와 국가철도공단의 철도기관 공동사옥이 있고, 서광장에는 한국철도공사 대전충남본부, 대전기관차승무사업소, 대전열차승무사업소, 대전 도시철도 대전역이 있다. 구내에는 대전차량사업소 대전주재가 있다.
역사 증축공사가 2017년 7월 31일에 완료되어 기존에 3층까지 있었던 대전역사가 4층이 생겼으며 역사 내 주차장도 생겼다. 또한 대합실과 동광장 간의 거리 역시 통로가 아닌 대합실로 되어 있고 9~10번 승강장과 11~12번 승강장 사이에 타는 곳으로 가는 문을 만들었다.

## 역사
대전역은 1905년 서울역과 부산역 사이의 주요역으로 정식 개통되었다. 1904년 경상도 권역의 공사가 진행중일 때에는 영등포와 대전 사이에 먼저 열차가 운행되었는데, 1904년 11월 2일 서울과 대전간의 열차가 운행되었다. 도보로 일주일이상 걸리던 거리가 5시간 반정도로 가까워졌다. 1917년 한 해동안 대전역을 지나는 열차는 12편이었으나, 빠르게 운송량이 증가하였다. 역사는 1919년 대구역사를 본따 개축되었다. 그 이듬해인 1920년에는 지하도가 개통되었다. 1920년에는 승객 수가 연간 15만 7천명이었으나 1939년 연간 114만 명으로 늘어났다.
해방 직후에는 교통의 중심으로 충청, 전라, 경상도의 사람들과 물자들이 모였다가 흩어지는 곳이었다. 한국 전쟁 초기에 대전이 20여일간 임시 수도가 되자 수많은 피난민이 피난을 왔다. 인구 10만 명이던 도시가 갑자기 100만 명으로 불어났는데 그 사람들은 열차 지붕에 매달려 대전역으로 들어왔다.
대전역은 대중 가요 《대전 부르스》와 가락국수로 유명하다. 대전역 출입구에는 《대전 부르스》 노래비가 서 있는데, 1959년 최치수가 기차를 갈아타기 위하여 대전역 승강장에서 쉬고 있다가 얻은 감흥으로 곡을 창작하였다고 한다. 대전부르스는 1963년 영화 《대전발 0시 50분》에 삽입되어 널리 알려졌다. 1959년 당시 대전역에서는 경부선뿐만이 아니라 호남선이나 전라선을 운행하는 열차를 탈 수 있었기 때문에 플랫폼은 항상 붐볐다. 또한, 급행열차 통과를 위하여 완행열차가 항상 10여분 간 정차하는 시간 동안에 가락국수가 많이 팔렸다. 이는 당시 가격으로 1그릇에 30원이었다. 그 밖에 대전광역시를 대표하는 빵집인 성심당 분점이 대전역에 입주하여 여행객에게 인기를 끌고 있다.

### 연표
- 1905년 1월 1일: 경부선 개통으로 영업 개시
- 1912년 3월 6일: 호남선 개통으로 분기역 영업 개시
- 1958년 7월 7일: 역사 신축 착공
- 1958년 12월 28일: 역사 신축 준공
- 1976년 1월 1일: 민수용 무연탄 도착취급역 지정
- 1976년 4월 26일: 민수용 무연탄 도착취급역 지정취소
- 1993년 5월 1일: 유료휴게실 운영 개시[3]
- 1995년 7월 1일: 유료휴게실 폐지[4]
- 1997년 9월 30일: 대전역 지하도 확장 개통
- 1998년 12월 20일: 맞이방 증축(107평)
- 2000년 1월 1일: 대전지역관리역으로 조직 개편
- 2003년 7월 1일: 3층 고속철도 역사 신축 준공
- 2004년 4월 1일: KTX 운행 개시
- 2006년 5월 1일: 소화물 취급 중지
- 2006년 7월 1일: 대전지사(코레일) 관할역 보통역(1급) 변경
- 2007년 11월 1일: 화물 취급 중지[5]
- 2009년 9월 14일: 조직 개편으로 충남지사와 합병하여 대전충남본부로 변경
- 2011년 12월 18일: 11~12번 승강장 완공
- 2012년 10월 31일: 9~10번 승강장 완공
- 2017년 8월 1일: 2단계 증축역사 신축 준공

## 기능
제천, 서울, 부산 방면으로의 일부 열차의 시·종착역으로 기능하기도 한다. 2006년 7월 한국철도공사 지사제 실시 당시 대전지사가 발족되면서 주변 역들을 관할하다가, 업무 효율과 핵심 사업 실행, 현장중심의 경영체제 확립을 위한 조직 개편으로 2009년 9월 각 지사가 지역 본부로 축소되면서, 대전지사와 충남지사가 합병하여 대전충남본부로 명칭을 바꿨다. 2009년 9월 동광장에 신축한 30층 규모의 철도기관 공동사옥에는 한국철도공사 본사, 국가철도공단 본부, 충청본부와 철도 관련 기관이 입주되어 있다.

## 역 구조

### 배선도
대전역의 배선도는 다음과 같다. 본래 대전차량사업소와 대전객화차사무소가 대전역 구내에 있었던 관계로 10개의 주/부본선, 20여 개의 측선이 존재하여 수백 량의 객/화차가 유치되어 있을 정도로 역 규모가 전국 순위권이었으나 2002년 대전조차장역으로 차량 업무가 이관되면서 부본선 1개를 포함한 대부분의 측선을 철거하여 규모가 대폭 축소되었다. 서쪽(서광장)에는 큰 규모의 소화물취급시설이 있었고 동쪽(동광장)에는 전차대 및 기관차 검수고가 있었다.

### 호남선분기
| 과거 | 현재 |
| --- | --- |
| 호남선이 처음 부설되었을 때는 경부선 측 분기점이 부산을 향하게 되어 있어서, 서울에서 목포 등지로 이동하려면 대전역에서 기관차를 돌려야 하였다. | 대전선이 부설된 이후 대전조차장에서 바로 호남선 서대전역으로 진입할 수 있다. 이후 경부선을 경유할 필요가 없어졌다. |

기관차를 돌리는 시간 동안 가락국수를 먹는 사람이 많아 가락국수가 유명해졌다.

### 승강장
| ↑오송(경부고속선)/↑신탄진(경부선·충북선)                       |
| \| １\|２ \| ３\|４ \| ５\|６ \| ７\|８ \| ９\|10 \| 11\|12 \| |
| 김천(구미)(경부고속선)↓/옥천(경부선)↓                          |

| 번호  | 노선            | 열차                             | 행선지                                                   |               |
| ----- | --------------- | -------------------------------- | -------------------------------------------------------- | ------------- |
| 1~2   | 사용하지 않음   | 사용하지 않음                    | 사용하지 않음                                            | 사용하지 않음 |
| 3~4   | 경부고속선 상행 | KTX                              | 광명 · 서울 · 행신 방면                                  |               |
| 3~4   | 경부고속선 상행 | SRT                              | 평택지제 · 동탄 · 수서 방면                              |               |
| 3~4   | 경부선 상행     | KTX                              | 수원 · 영등포 · 서울 방면                                |               |
| 5~6   | 경부선 상행     | ITX-새마을 · ITX-마음 · 무궁화호 | 천안 · 수원 · 영등포 · 서울 방면                         |               |
| 5~6   | 충북선 · 중앙선 | 무궁화호                         | 청주 · 청주공항 · 충주 · 제천 · 영주 방면                |               |
| 7~8   | 충북선          | 무궁화호                         | 당역 시발 청주 · 청주공항 · 충주 · 제천 방면 · 당역 종착 |               |
| 9~10  | 경부고속선 하행 | KTX                              | 동대구 · 울산 · 부산 방면                                |               |
| 9~10  | 경부선 하행     | ITX-새마을 · ITX-마음 · 무궁화호 | 부산 · 신해운대 방면                                     |               |
| 9~10  | 경전선 하행     | ITX-새마을 · ITX-마음 · 무궁화호 | 마산 · 진주 방면                                         |               |
| 11~12 | 경부고속선 하행 | KTX · SRT                        | 동대구 · 울산 · 부산 방면                                |               |
| 11~12 | 경부선 하행     | KTX                              | 동대구 · 밀양 · 구포 · 부산 방면                         |               |
| 11~12 | 동해선 하행     | KTX                              | 동대구 · 포항 방면                                       |               |
| 11~12 | 경전선 하행     | KTX                              | 마산 · 진주 방면                                         |               |

## 역 주변
- ● 대전 도시철도 1호선 대전역
- 한국철도공사 대전충남본부
- 철도기관 공동사옥(한국철도공사 본사, 국가철도공단 본부, 충청본부)
- 철도특별사법경찰대
- 대전 중앙시장
- 대전 역전시장

## 광장
- 대전역에는 서광장과 동광장이 있다.

### 서광장
도시철도 역의 출입구(1~4번 출입구)와 택시 승강장, 버스 승강장이 있으며, 대전의 도심 중 하나인 중앙로가 있다. 또한 서광장 주변에는 렌터카 업체, 극장, 중앙시장, 지하상가 등의 상업 시설이 밀집되어 있다. 또한 대전동부경찰서 역전지구대도 이곳에 위치한다.

### 동광장
동광장은 버스의 회차장과 버스 승강장과 승용차의 주차장이 있으며, 철도기관 공동사옥(한국철도공사 본사와 국가철도공단 본부, 충청본부)이 위치하고 있다.

## 승차량 변동
대전 ~ 광주간 통일호는 통근형 무궁화호로 통합되었다.
| 연도와 승하차방향 | 연도와 승하차방향 | 연도와 승하차방향 | 이용 인원 | 이용 인원 | 이용 인원 | 이용 인원 | 이용 인원 | 이용 인원 |
| 연도와 승하차방향 | 연도와 승하차방향 | 연도와 승하차방향 | 경부선    | 경부선    | 경부선    | 경부선    | 경부선    | 대전선    |
| 연도와 승하차방향 | 연도와 승하차방향 | 연도와 승하차방향 | KTX       | 새마을    | 무궁화    | 통일      | 총계      | 총계      |
| ----------------- | ----------------- | ----------------- | --------- | --------- | --------- | --------- | --------- | --------- |
| 2001년            | 하행              | 승차              | 미개통    | 553551    | 1353202   | 85335     | 1992088   | 31674     |
| 2001년            | 하행              | 하차              | 미개통    | 674280    | 2420451   | 46710     | 3141441   | 미공개    |
| 2001년            | 상행              | 승차              | 미개통    | 738320    | 2418212   | 39976     | 3196508   | 미공개    |
| 2001년            | 상행              | 하차              | 미개통    | 573290    | 1330624   | 86326     | 1990240   | 27,708    |
| 2002년            | 하행              | 승차              | 미개통    | 520995    | 1186547   | 76003     | 1783545   | 13423     |
| 2002년            | 하행              | 하차              | 미개통    | 618636    | 2129814   | 34236     | 2782686   | 미공개    |
| 2002년            | 상행              | 승차              | 미개통    | 687231    | 2152504   | 37123     | 2876858   | 미공개    |
| 2002년            | 상행              | 하차              | 미개통    | 521922    | 1184723   | 80356     | 1787001   | 13859     |
| 2003년            | 하행              | 승차              | 미개통    | 481953    | 1110146   | 73921     | 1666020   | 미공개    |
| 2003년            | 하행              | 하차              | 미개통    | 580506    | 1979849   | 24356     | 2584711   | 11791     |
| 2003년            | 상행              | 승차              | 미개통    | 652145    | 1989316   | 30082     | 2671543   | 14131     |
| 2003년            | 상행              | 하차              | 미개통    | 483032    | 1104793   | 81127     | 1668952   | 미공개    |
| 2004년            | 하행              | 승차              | 832587    | 322247    | 914940    | 16998     | 2086772   | 25866     |
| 2004년            | 하행              | 하차              | 1156544   | 479850    | 1780146   | 6654      | 3423194   | 0         |
| 2004년            | 상행              | 승차              | 1240190   | 529513    | 1705953   | 9226      | 3484882   | 0         |
| 2004년            | 상행              | 하차              | 789881    | 322485    | 919985    | 20310     | 2052661   | 49007     |
| 2005년            | 하행              | 승차              | 1336997   | 262798    | 781528    | 폐지      | 2381323   | 28483     |
| 2005년            | 하행              | 하차              | 1851398   | 510573    | 1713714   | 폐지      | 4075685   | 0         |
| 2005년            | 상행              | 승차              | 1980557   | 575916    | 1583781   | 폐지      | 4140254   | 0         |
| 2005년            | 상행              | 하차              | 1278757   | 256302    | 798557    | 폐지      | 2333616   | 51467     |

## 인접한 역
| KTX              | KTX                           | KTX                         |
| ---------------- | ----------------------------- | --------------------------- |
| 오송 행신 방면   | 경부고속선 · 경부선 구포 경유 | 김천(구미) 부산 방면        |
| 수원 서울 방면   | 경부선 수원 경유              | 동대구 부산 방면            |
| 오송 행신 방면   | 경전선                        | 김천(구미) 마산 · 진주 방면 |
| 오송 행신 방면   | 동해선                        | 김천(구미) 포항 방면        |
| SRT              |                               |                             |
| 오송 수서 방면   | 경부고속선                    | 김천(구미) 부산 방면        |
| 오송 수서 방면   | 경전선                        | 김천(구미) 진주 방면        |
| 오송 수서 방면   | 동해선                        | 김천(구미) 포항 방면        |
| ITX-새마을       |                               |                             |
| 신탄진 서울 방면 | 경부선                        | 옥천 부산 방면              |
| 신탄진 서울 방면 | 동해선                        | 영동 신해운대 방면          |
| 조치원 서울 방면 | 경전선                        | 옥천 진주 방면              |
| ITX-마음         |                               |                             |
| 천안 서울 방면   | 경부선                        | 김천 부산 방면              |
| 무궁화호         |                               |                             |
| 신탄진 영주 방면 | 충북선 충북종단열차           | 옥천 동대구 방면            |
| 신탄진 제천 방면 | 충북선                        | 시·종착역                   |

## 사진

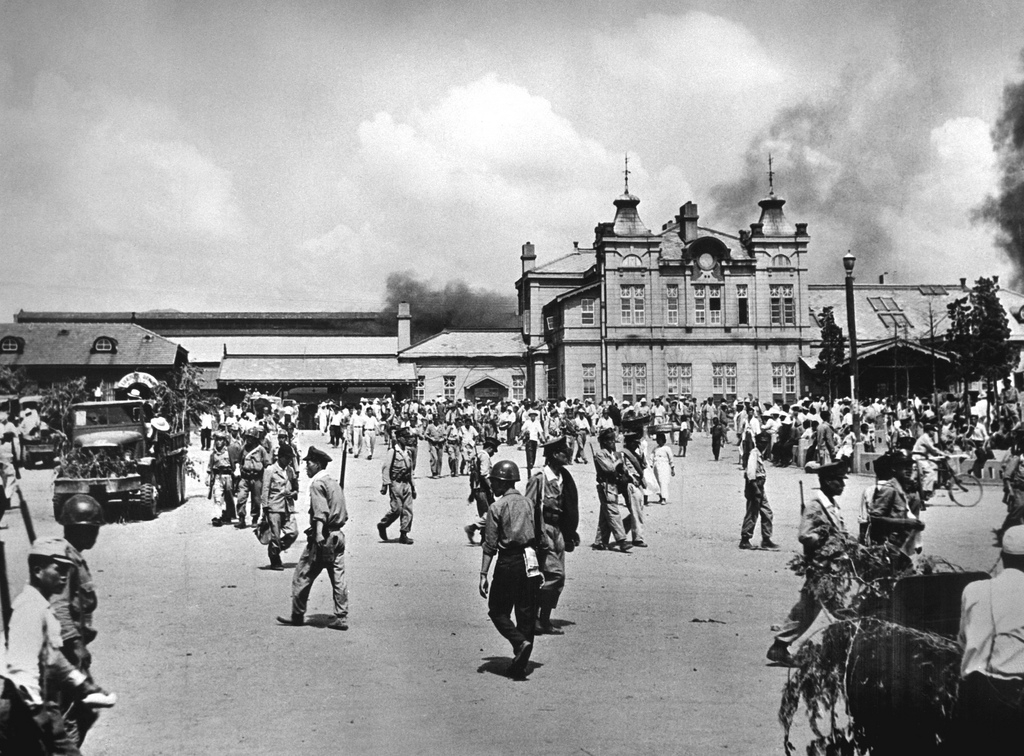
구 역사
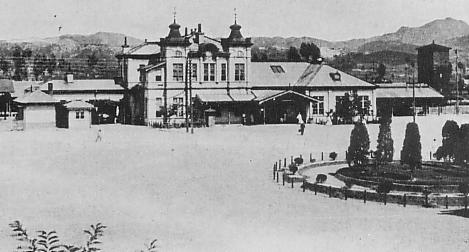
1920년대 대전역
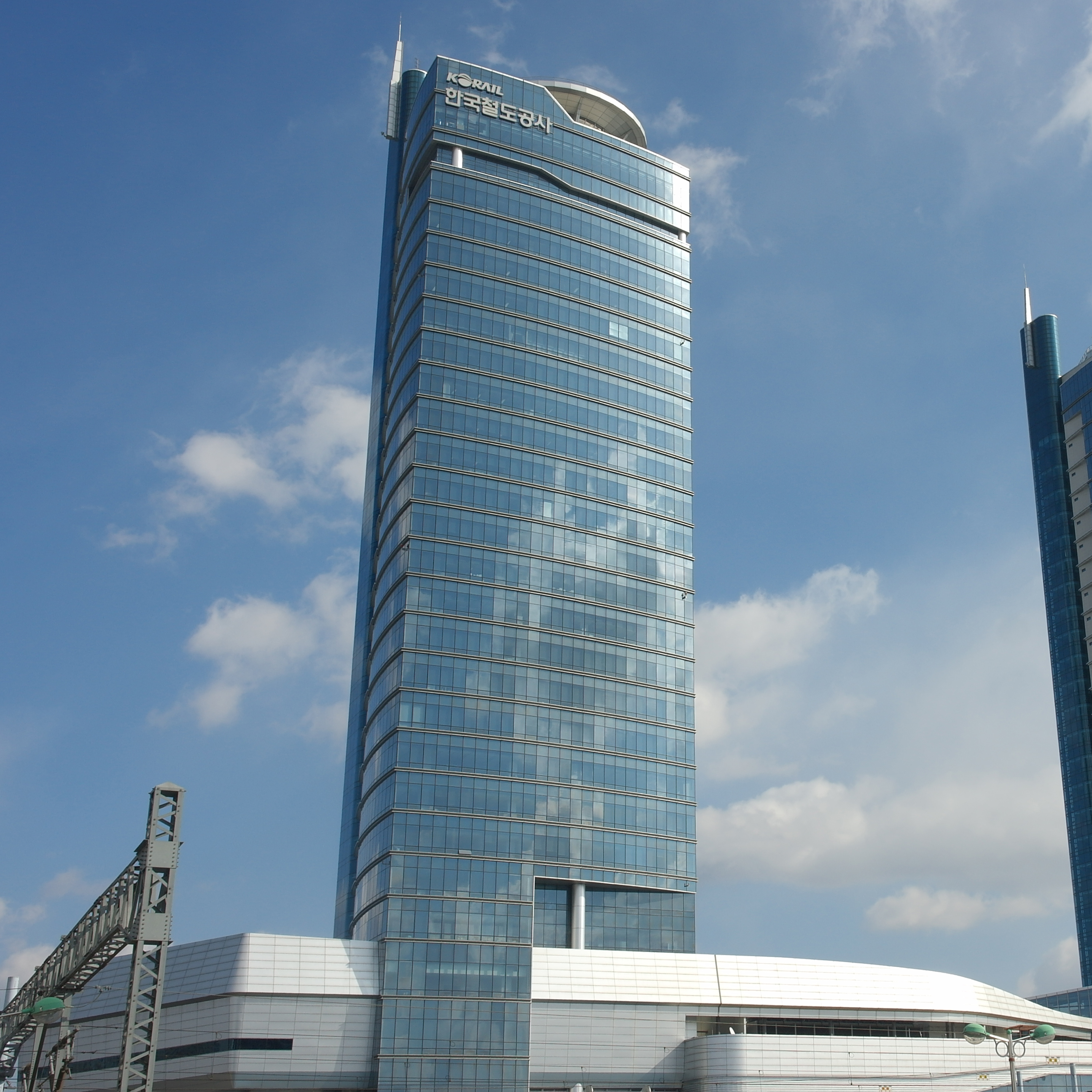
한국철도공사 대전 본사
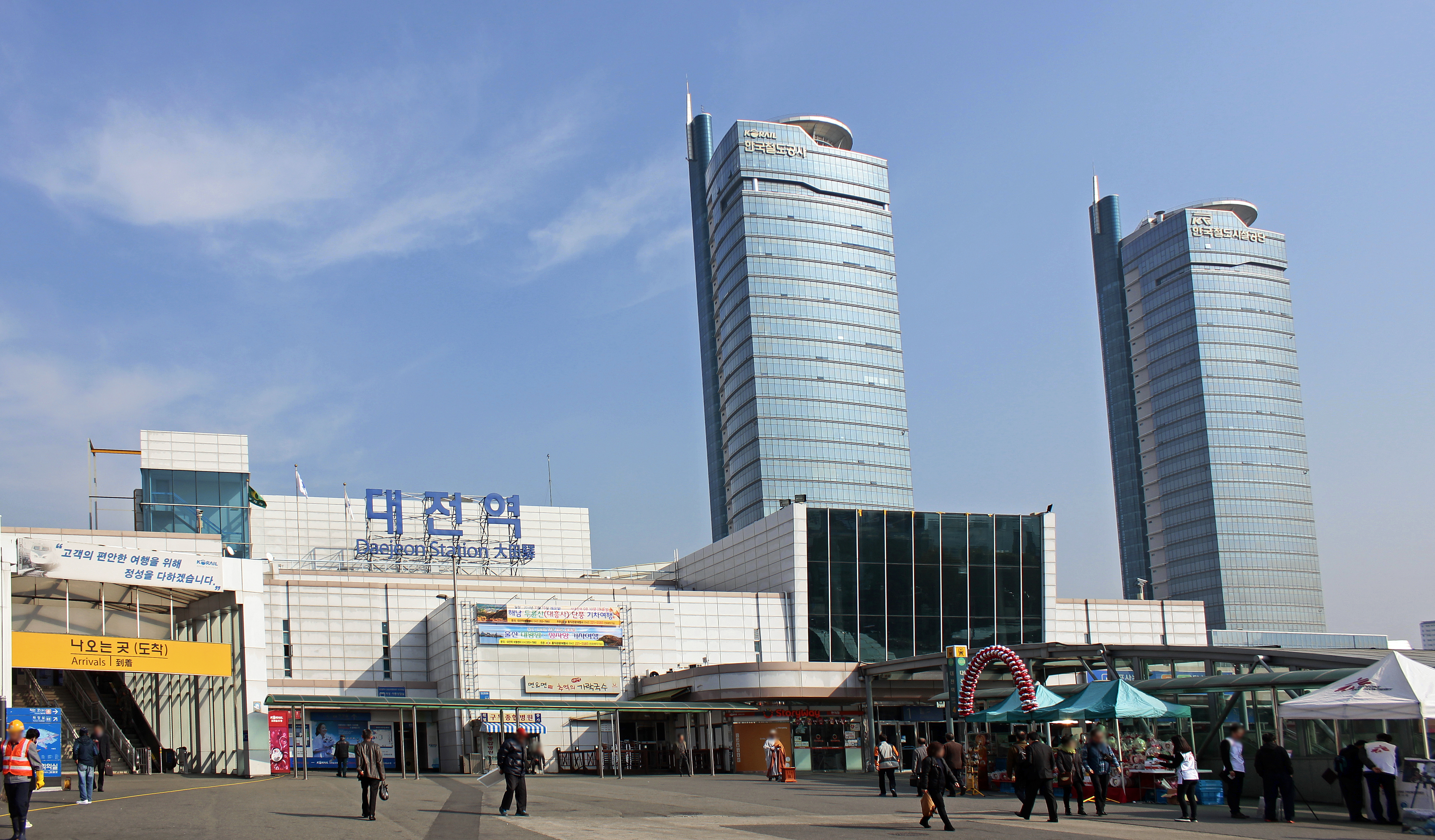
서광장 (증축공사 이전)
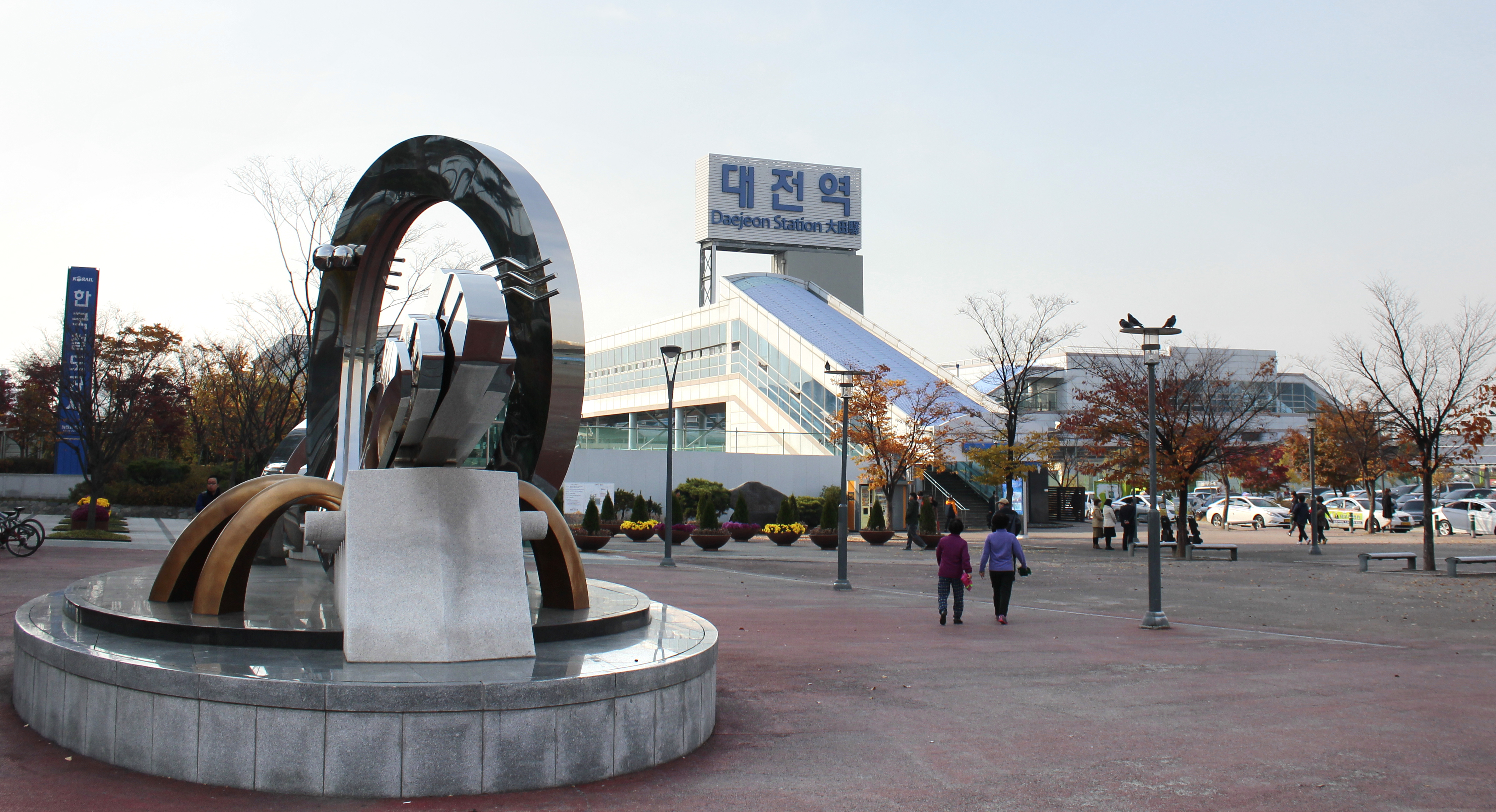
동광장 (증축공사 이전)
2013년 2월 23일 대전 철도 트윈타워
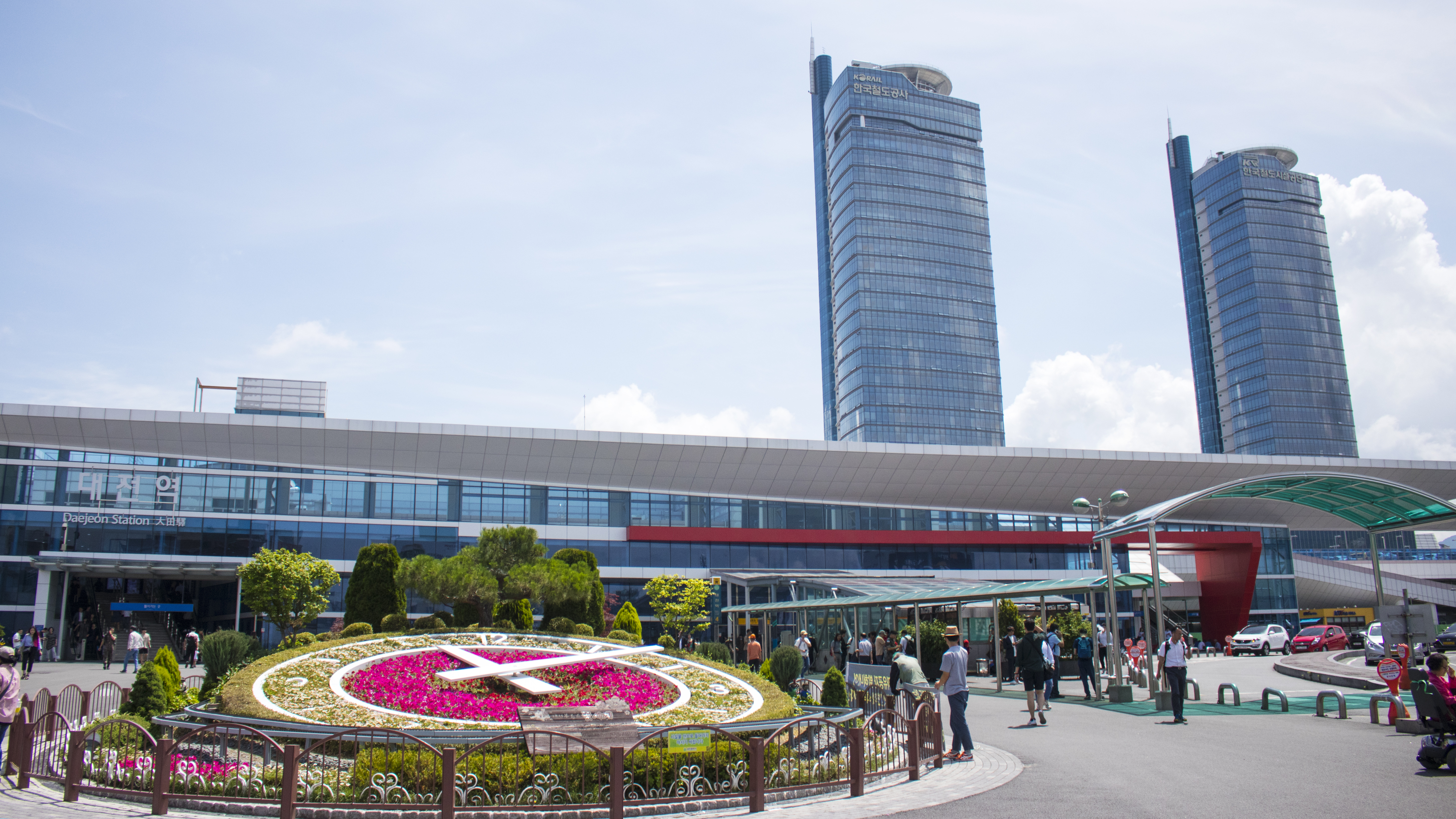
역사
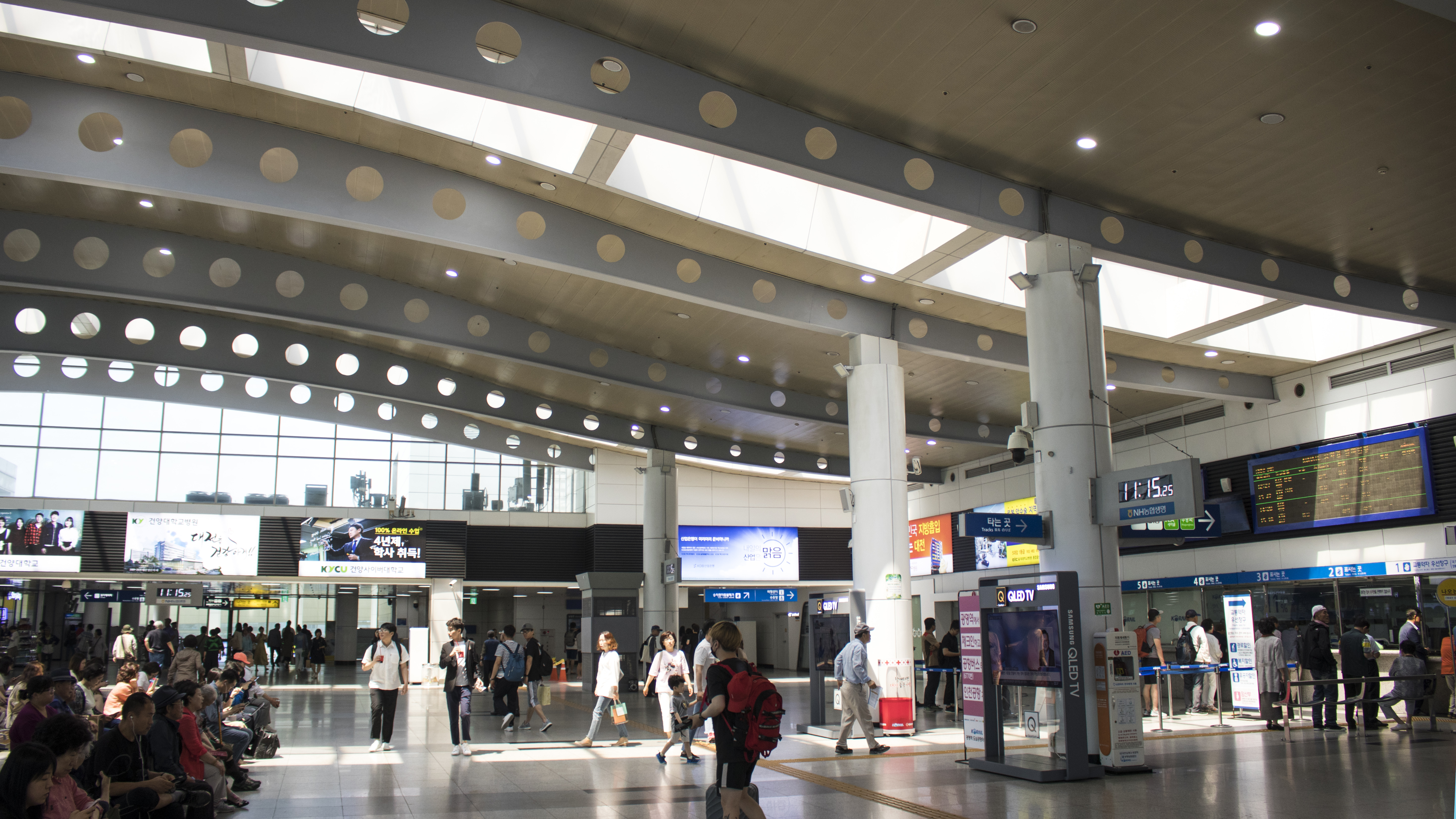
대합실
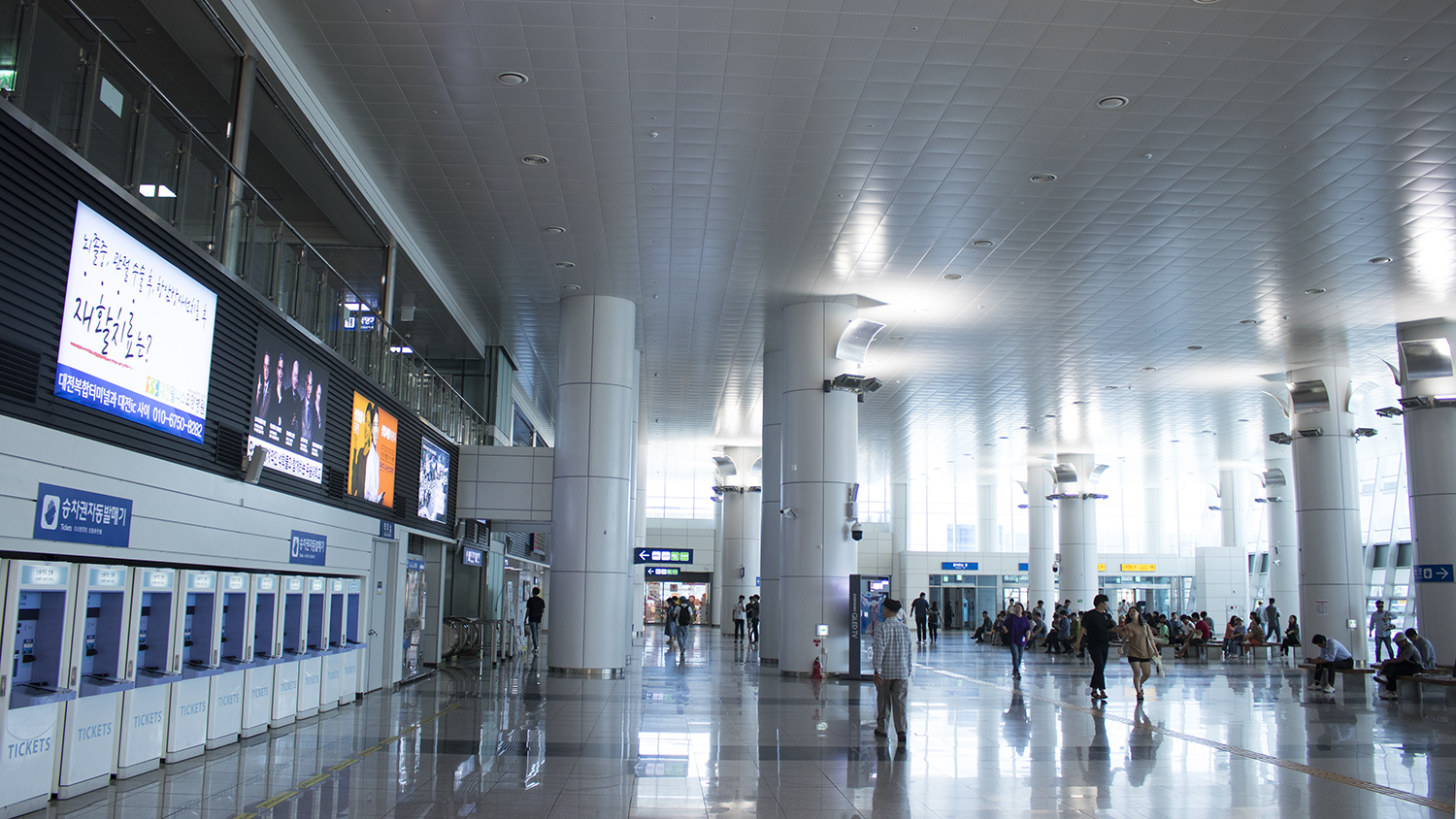
대합실
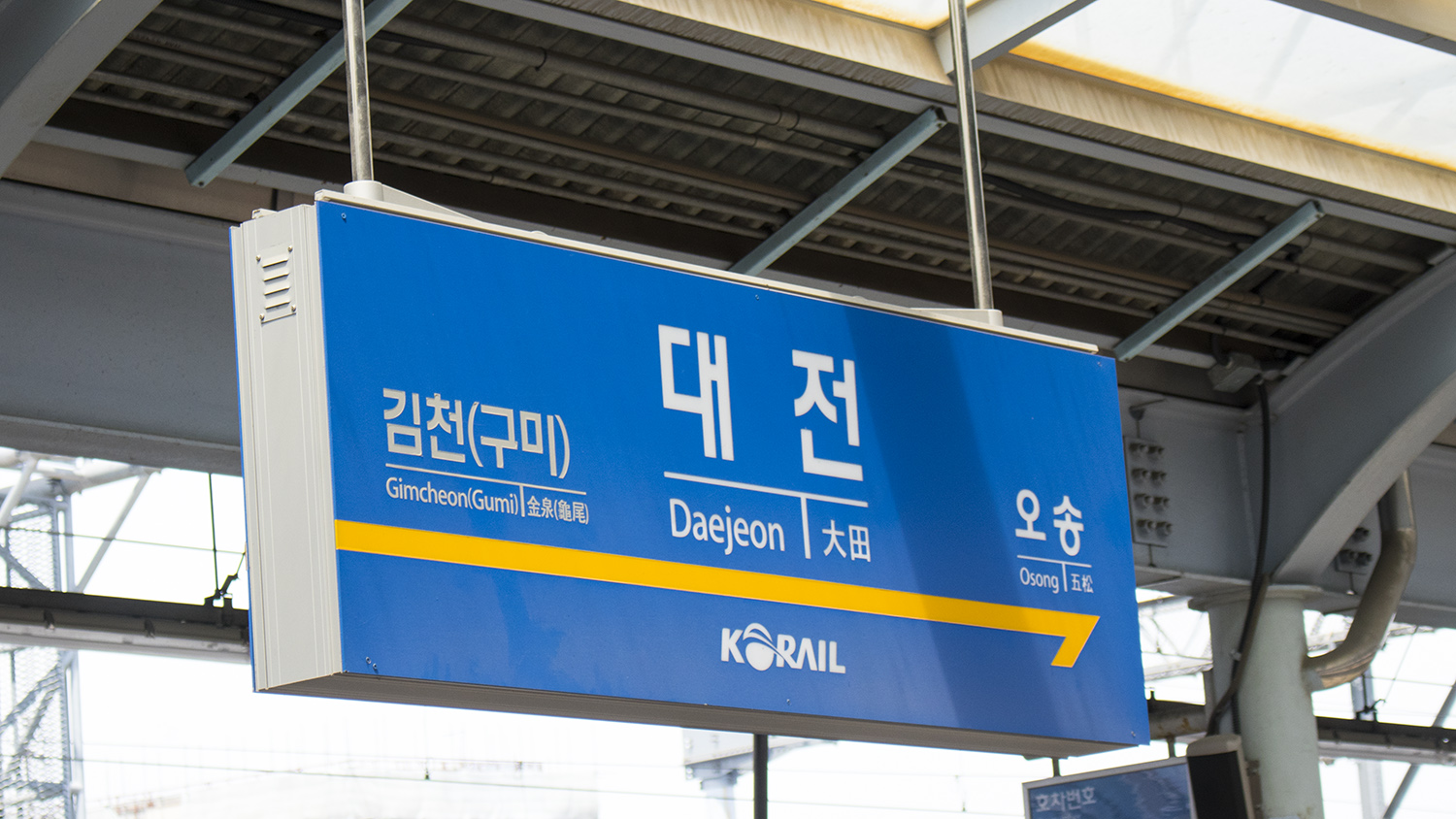
경부고속선(상행) 역명판
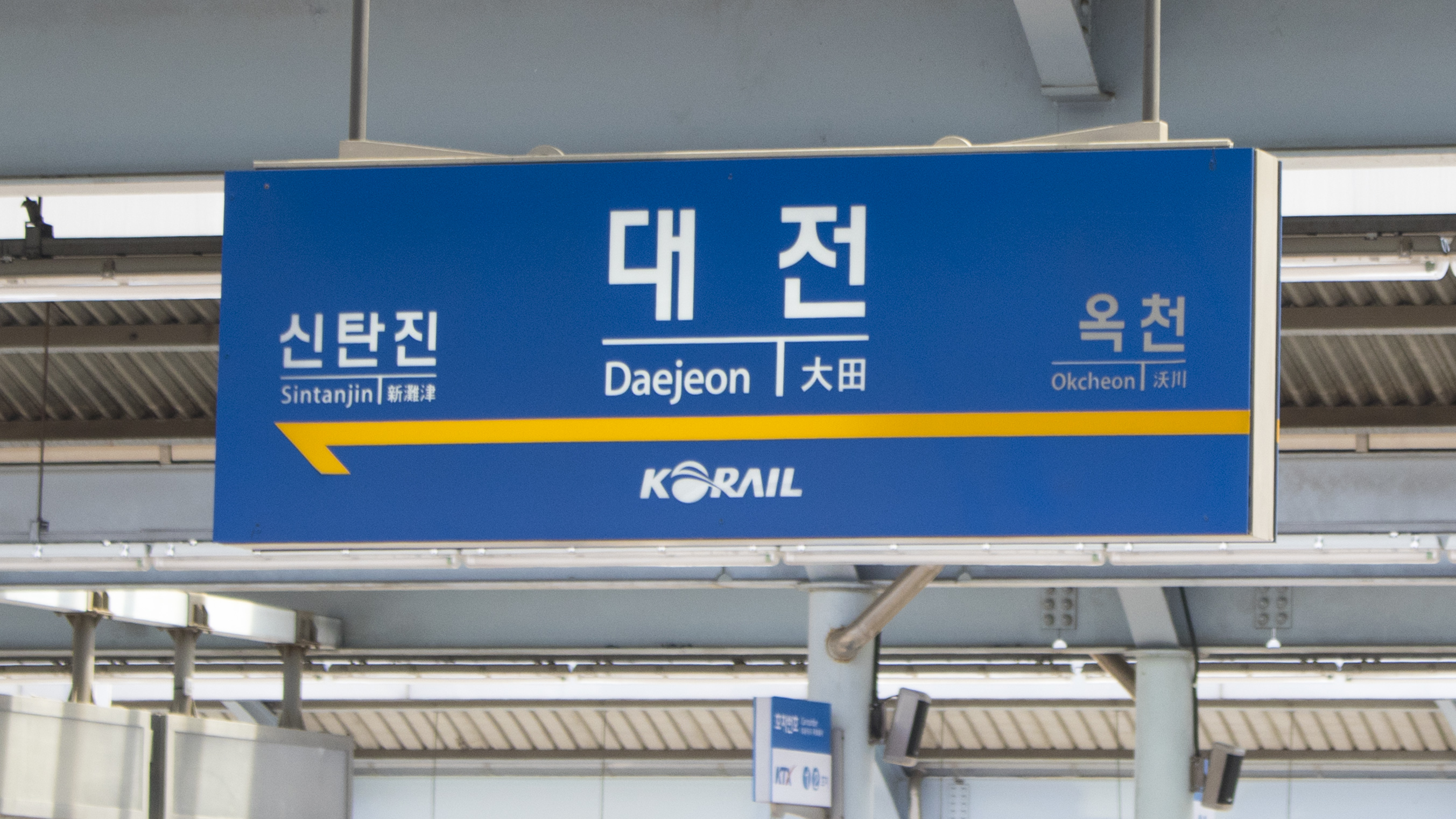
경부선(상행) 역명판
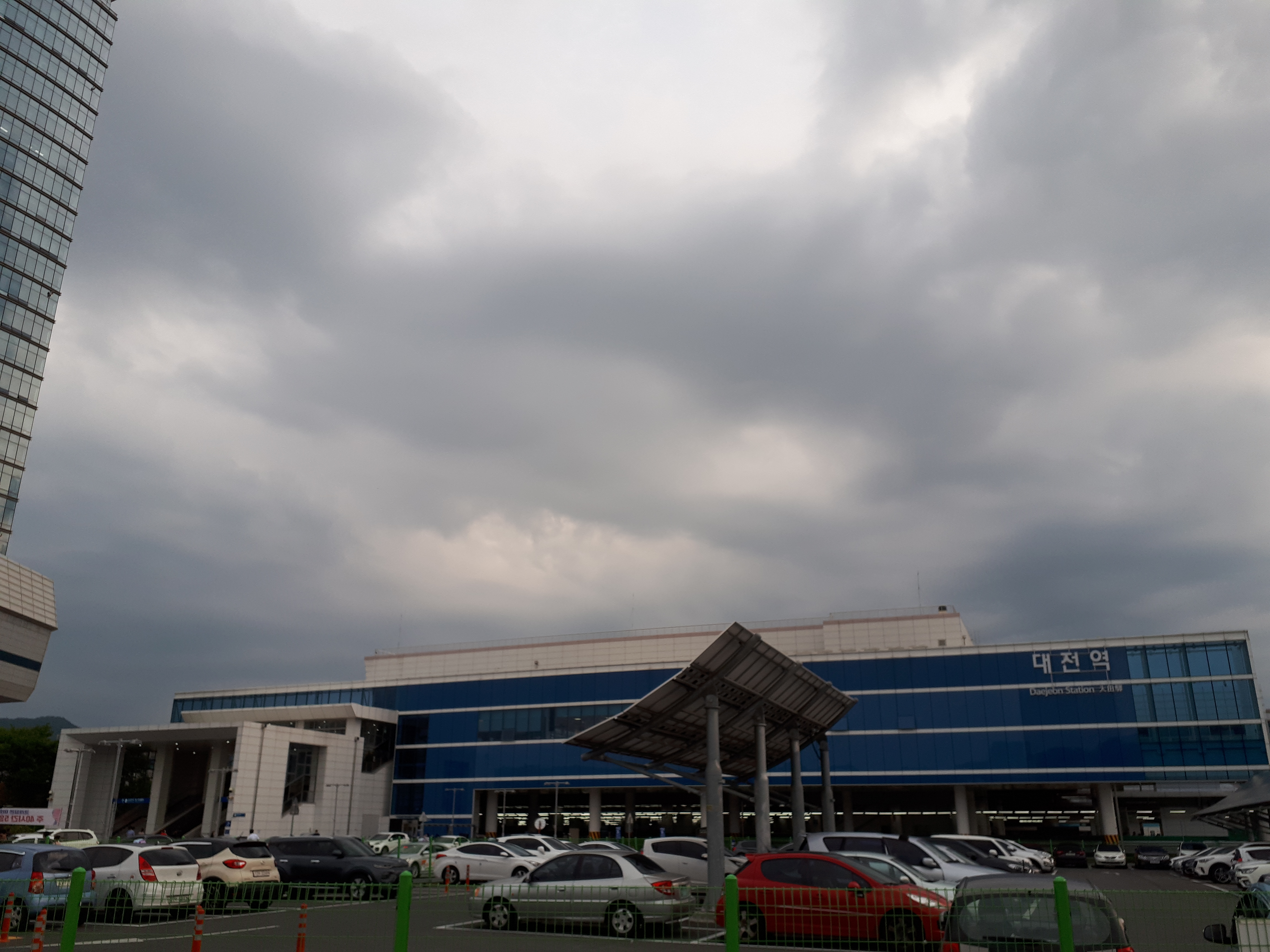
동광장
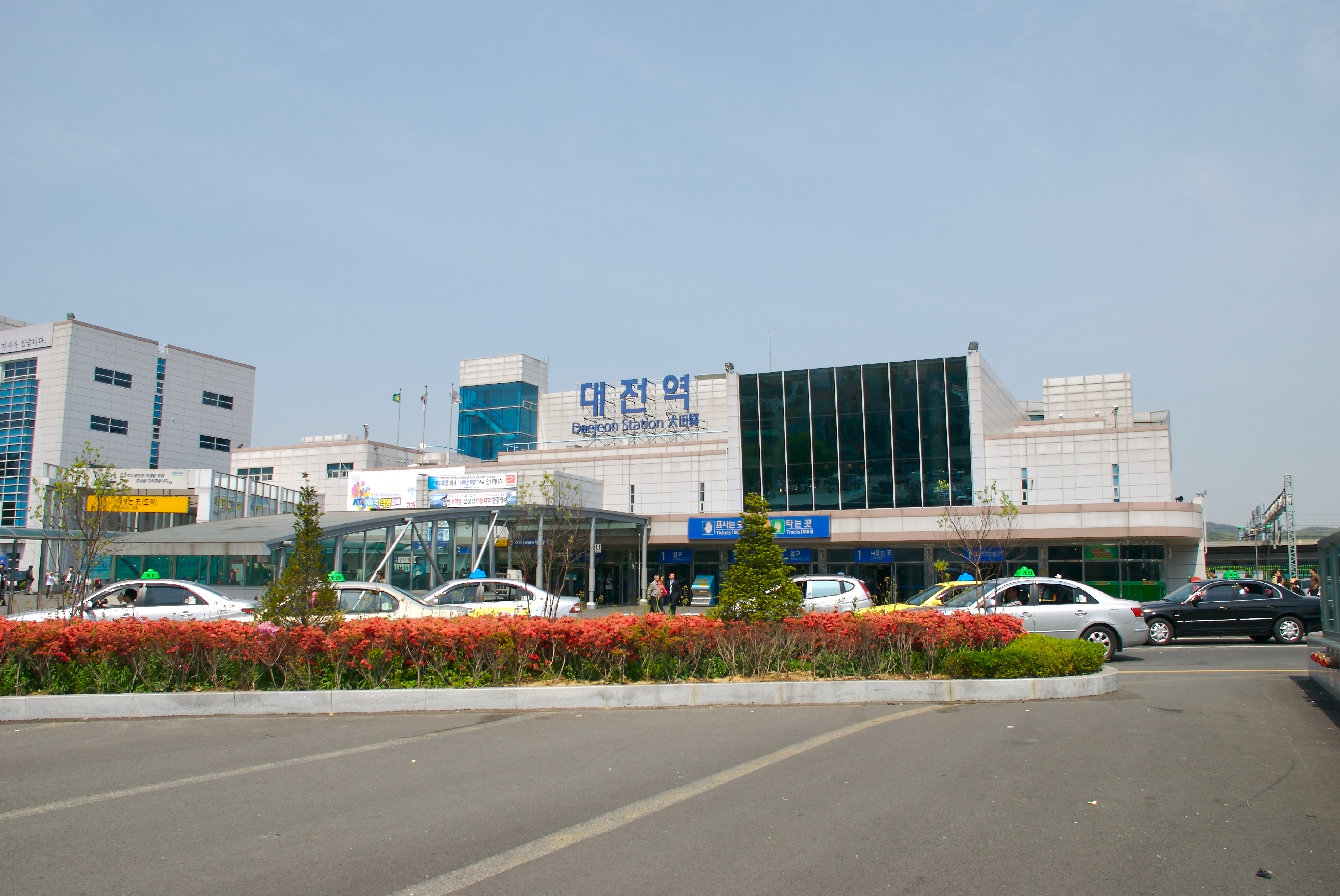
서광장 (증축공사 이전)
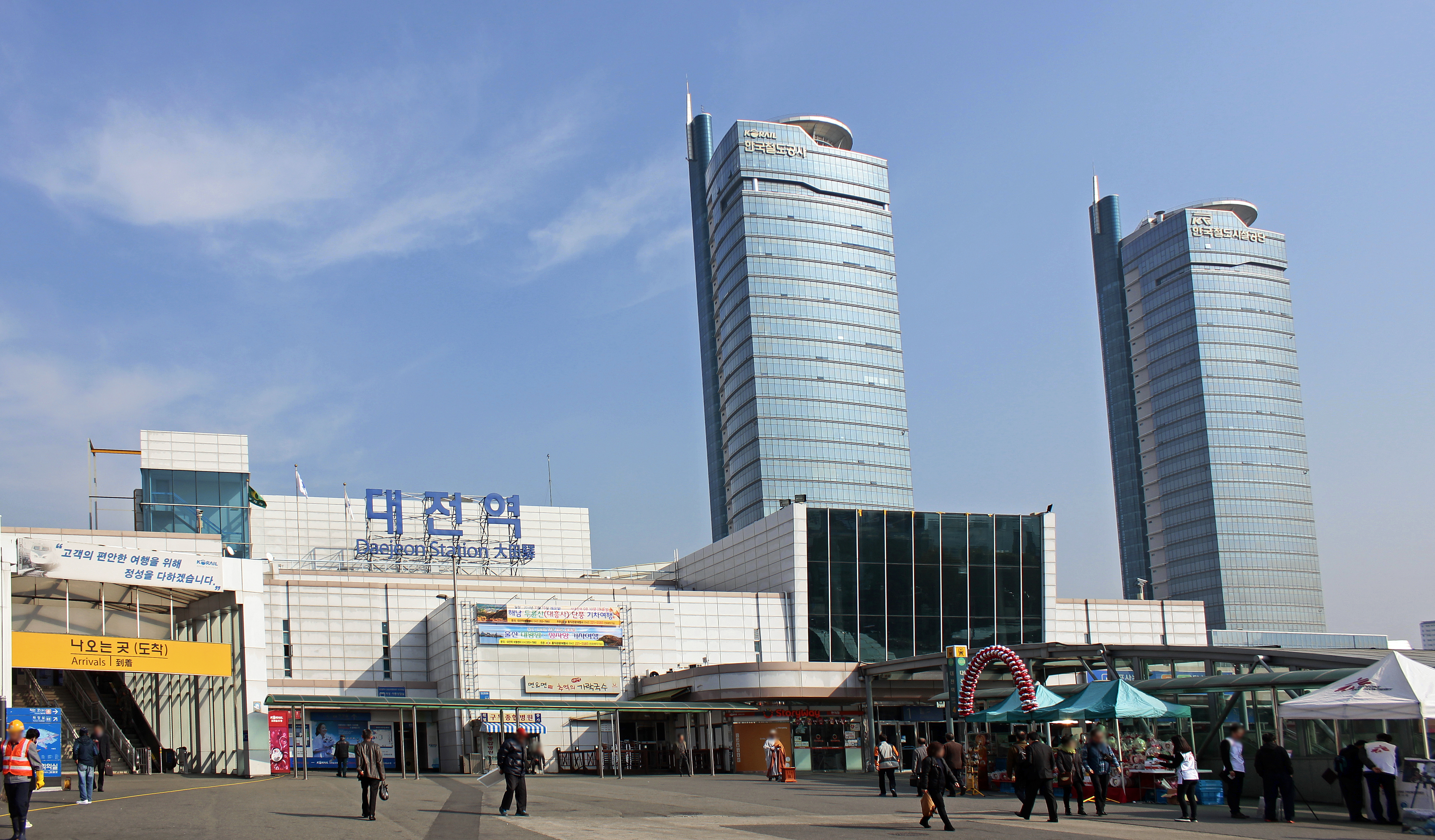
서광장 (증축공사 이전)

## 같이 보기
- 철도기관 공동사옥
  - 한국철도공사
  - 국가철도공단
- 대전역 가락국수